# Maria Lamb
Maria Lamb (ur. 4 stycznia 1986 w Saint Paul, Minnesota, Stany Zjednoczone) – amerykańska łyżwiarka szybka.
Startowała na Igrzyskach w Turynie. W biegu na 1500 metrów zajęła 24. miejsce. W biegu drużynowym, razem z Margaret Crowley i Catherine Raney, zajęła 5. miejsce.
Startowała na Igrzyskach w Vancouver. W biegu na 5000 metrów zajęła 15. miejsce.